# ATP Bolzano
Il Torneo di Bolzano è stato un torneo di tennis giocato a Bolzano in Italia.
L'evento faceva parte della categoria ATP World Series nell'ambito dell'ATP Tour nel 1992 e 1993.
La superficie utilizzata era il sintetico indoor.

## Albo d'oro

### Singolare
| Anno | Vincitore      | Finalista      | Punteggio        |
| ---- | -------------- | -------------- | ---------------- |
| 1992 | Thomas Enqvist | Arnaud Boetsch | 6-2, 1-6, 7–6(7) |
| 1993 | Jonathan Stark | Cédric Pioline | 6-3, 6-2         |

### Doppio
| Anno | Vincitori                         | Finalisti                        | Punteggio     |
| ---- | --------------------------------- | -------------------------------- | ------------- |
| 1992 | Anders Järryd / Bent-Ove Pedersen | Tom Nijssen / Cyril Suk          | 6-1, 6-7, 6-3 |
| 1993 | Hendrik Jan Davids / Piet Norval  | David Adams / Andrej Ol'chovskij | 6-3, 6-2      |